# Alexander Madsen
Alexander Thor Bjerregård Madsen (Valkeala, 26 gennaio 1995) è un cestista finlandese.

## Carriera
Con la Finlandia ha disputato i Campionati europei del 2022.

## Palmarès
- Campionato finlandese: 1

Kouvot Kouvola: 2015-16
- Campionato lettone: 2

VEF Riga: 2020-21, 2021-22
- Lega Lettone-Estone: 1

VEF Rīga: 2021-22
- Coppa di Lettonia: 1

VEF Riga: 2022